# 枝川駅 (慶尚北道)
枝川駅（チチョンえき）は、大韓民国慶尚北道漆谷郡枝川面にある、韓国鉄道公社（KORAIL）京釜線の駅。

## 駅構造
島式ホーム1面2線と単式ホーム1面1線の合計2面3線を有する地上駅。各ホームと駅舎とは構内踏切で連絡している。
駅構内に詩人パク・ヘス（朴海水）の詩「枝川駅」の歌碑がある。
駅北側で京釜線とKTXの専用線（大邱北連結線）と分岐する。

## 駅周辺
- 琴湖江
- 新洞天主教会枝川会館

## 歴史
- 1921年1月1日 - 駅員配置簡易駅として開業。
- 1936年1月16日 - 駅舎新築と同時に普通駅に格上げ。
- 1941年7月30日 - 駅舎移動。
- 1990年2月1日 - 駅員配置簡易駅に格下げ。
- 2004年7月15日 - 旅客取り扱い中止。

## 隣の駅
韓国鉄道公社　
京釜線（全列車通過）　
新洞駅 - 枝川駅 - 西大邱駅　